# Annandale (Virginie)
Pour les articles homonymes, voir Annandale.
Annandale est une commune en Virginie aux États-Unis.